# Vester Pegg
Sylvester House Pegg (* 23. Mai 1889 in Appleton City, Missouri; † 19. Februar 1951 in Los Angeles, Kalifornien) war ein US-amerikanischer Schauspieler. Er wurde zunächst als T. Peg gelistet, später mehrfach als Vester Perry, gelegentlich auch Vesta Pegg. Sein Spitzname war Ves.

## Leben
Vester Pegg trat zwischen 1912 und 1941 in etwa 140 Filmen auf, meist in Western und Abenteuerfilmen. 1915 hatte er in dem Kurzfilm The Lucky Transfer seine erste größere Rolle. Im selben Jahr trat er in einer allerdings ungelisteten Nebenrolle in dem Monumentalfilm Die Geburt einer Nation von David Wark Griffith auf.
Vor der Filmkarriere hatte Pegg der 101-Miller-Ranch-Truppe angehört, die Wildwestshows aufführte, dabei auch Gastspiele in Europa absolvierte. 
1919 wurde Pegg zweiter Darsteller des Cisco Kid. Für Hans Wollstein kam Pegg ‚schon rein äußerlich, wegen seines wilden, fast verbotenen Aussehens‘ dem vom Cisco-Kid-Erfinder O. Henry intendierten Bild des good-bad guy, das die Cisco-Kid-Figur darstellen sollte, näher, als dies für spätere eher glamouröse Cisco-Kid-Darsteller wie Cesar Romero oder Duncan Renaldo galt. In einer seiner letzten Filmrollen trat Pegg in John Fords Western Stagecoach (Ringo) auf, einem Film, der zahlreiche ehemalige Stummfilmstars noch einmal ins Bild rückte. Bereits in den frühen Cheyenne-Harry-Stummfilmwestern von John Ford mit Hauptdarsteller Harry Carey war Pegg beteiligt, meist in größeren Nebenrollen.

## Filmografie (Auswahl)
- 1912: A Four-Footed Hero
- 1912: In the Long Run
- 1914: A Question of Courage
- 1914: They Never Knew
- 1914: His Responsibility
- 1914: The Floating Call
- 1914: The Wrong Prescription
- 1914: The Wireless Voice
- 1914: How the Kid Went Over the Range
- 1914: In the Nick of Time
- 1914: Frenchy
- 1914: The Wagon of Death
- 1914: The Tavern of Tragedy
- 1914: The Sheriff's Prisoner
- 1914: The Vengeance of Gold
- 1914: How Izzy Stuck to His Post
- 1914: Their First Acquaintance
- 1914: Dan Morgan's Way
- 1914: The Angel of the Gulch
- 1914: Unjustly Accused
- 1914: The Gambler's Oath
- 1915: The Lucky Transfer
- 1915: Die Geburt einer Nation (The Birth of a Nation)
- 1916: Intoleranz (Intolerance)
- 1917: Bucking Broadway
- 1917: Straight Shooting
- 1919: Ace of the Saddle
- 1926: Drei rauhe Gesellen (3 Bad Men)
- 1927: Die Schuld des Tom Carrigan (The Desert Pirate)
- 1934: Judge Priest
- 1935: Party Wire
- 1935: Mit Volldampf voraus (Steamboat Round the Bend)
- 1935: Oberst Shirley (The Little Colonel)
- 1936: Der Gefangene der Haifischinsel (The Prisoner of Shark Island)
- 1937: Die Spielhölle von Wyoming (Born to the West)
- 1937: Frisco-Express (Wells Fargo)
- 1939: Ringo (Stagecoach)
- 1940: Mein kleiner Gockel (My Little Chickadee)
- 1941: Sheriff of Tombstone
- 1948: Best Man Wins